# شوگورو یاماموتو
شوگورو یاماموتو (به ژاپنی: 山本 周五郎 Yamamoto Shūgorō) تخلص از ساتومو شیمیزو (清水 三 十六)، یک نویسنده فعال رمان و داستان کوتاه در طول دوره شووا در ژاپن بود.